# Damien English

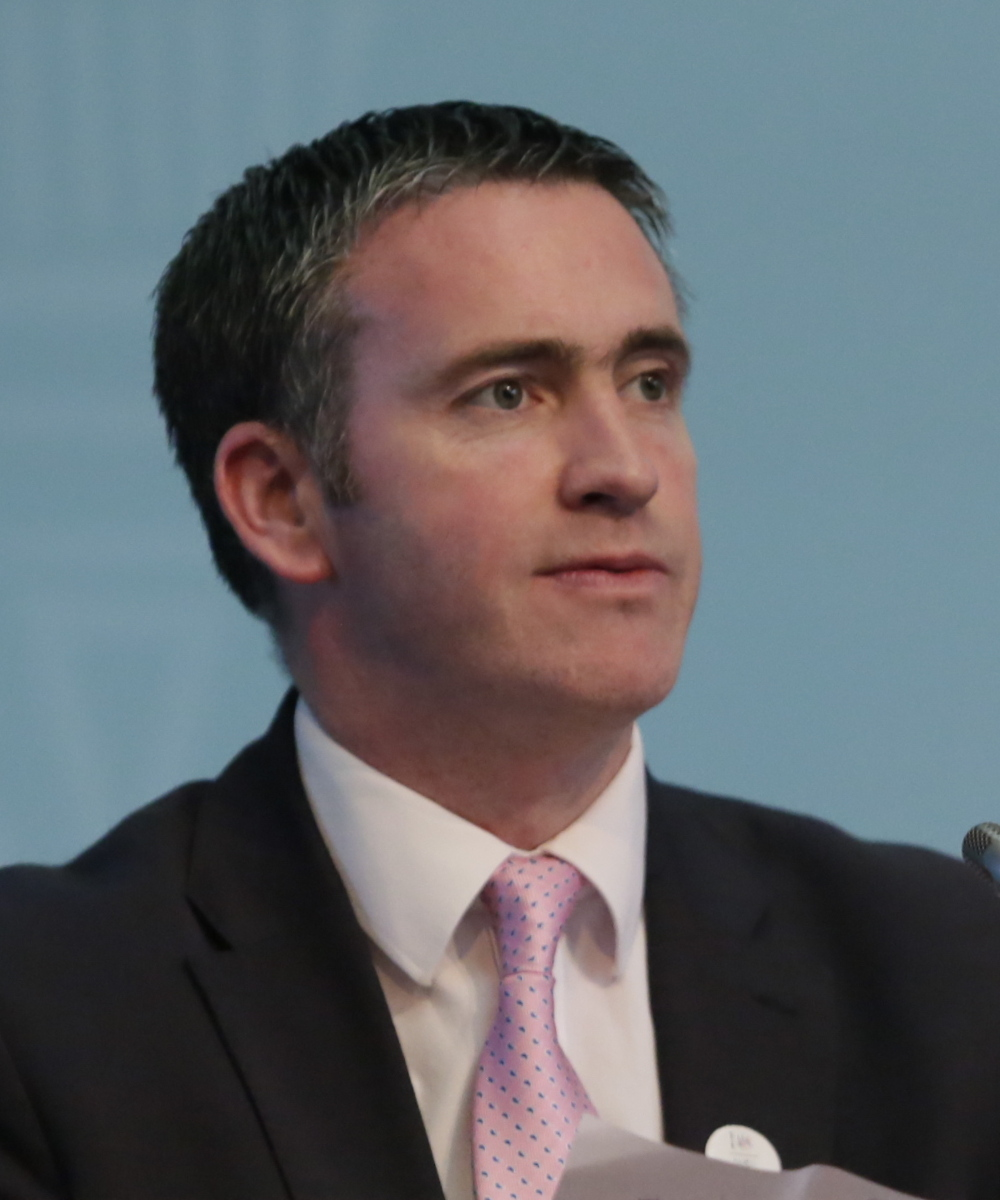
Damien English (2015)

Damien English (* 21. Februar 1978 in Drogheda, County Louth) ist ein irischer Politiker der Fine Gael (FG).

## Leben
Damien English wuchs im County Meath auf. Er studierte am Chartered Institute of Management Accountants des Dublin Institute of Technology und an der Dublin Business School. 1999 wurde er Mitglied im Meath County Council für Navan. Bei den Wahlen zum Dáil Éireann 2002 gelang es ihm, einen Sitz des Wahlkreises Meath zu erobern und wurde zum jüngsten Teachta Dála des 29. Dáil Éireann. Als 2007 die Wahlkreise neu zugeschnitten wurden, kandidierte er bei den folgenden Wahlen in Meath West und war erfolgreich. 
Von 2014 bis 2023 bekleidete er unterschiedliche Staatsministerposten. Am 15. Juli 2014 wurde er in der Regierung Kenny I Staatsminister im Bildungsministerium und im Handelsministerium für Kompetenzen, Forschung und Innovation. Mit der Neubildung der Regierung nach den Wahlen 2016 wurde English am 19. Mai 2016 Staatsminister im Ministerium für Lokalverwaltung mit dem Aufgabenbereich für Wohnungswesen und Stadterneuerung bzw. Stadtentwicklung. Als im Mai 2017 Leo Varadkar eine neue Regierung bildete, blieb Damien English im Amt. 
Nach den Wahlen zum Dáil Éireann 2020 kam es zum Regierungswechsel. Micheál Martin wurde zum Taoiseach. Die Fine Gael blieb jedoch Teil der Regierung. English wurde am 1. Juli 2020 zum Staatsminister im Handels- und Arbeitsministerium für Beschäftigung und Einzelhandel ernannt. Mit der Regierungsumbildung am 21. Dezember 2022 blieb English im Amt. Als die Medien im Januar 2023 berichteten, dass English Teile seines Immobilienvermögens nicht gegenüber der Parlamentsverwaltung erklärt hatte, trat er am 12. Januar 2023 von seinem Amt zurück.
Damien English ist seit 2007 verheiratet mit Laura Kenny, mit der er drei Töchter und einen Sohn hat.